# Anton Janda
Anton Jada (né le 1er mai 1904 en Autriche-Hongrie et mort le 26 septembre 1985) était un joueur de football international autrichien qui évoluait en tant que défenseur.

## Biographie
Durant sa carrière de club, il évolue entre 1924 et 1935 au VfB Admira Wacker Mödling, un des nombreux clubs de la capitale autrichienne.
Au niveau international, il évolue de 1928 à 1934 avec l'équipe d'Autriche. Il est sélectionné par l'entraîneur autrichien Hugo Meisl pour participer à la coupe du monde 1934 en Italie.
Durant la compétition, les Autrichiens se défont des Français 3 à 2 au 1er tour, avant de l'emporter sur la Hongrie 2-1 en quarts-de-finale. Ils sont finalement éliminés par les futurs champions du mondial, l'équipe d'Italie sur un score de 1 but à 0, et sont battus par les Allemands 3-2 lors du match pour la troisième place.